# بیلی جونز (خواننده)
بیلی جونز (انگلیسی: Billy Jones؛ ‏ ۱۵ مارس ۱۸۸۹ – ۲۳ نوامبر ۱۹۴۰) خواننده تنور، موسیقی‌دان و مجری رادیو اهل ایالات متحده آمریکا بود.
وی در سال ۱۹۲۸ میلادی، پُردرآمدترین خوانندهٔ رادیو بود و هفته‌ای ۱٬۲۵۰ دلار دستمزد می‌گرفت.